# Rónald Gómez
Rónald Gómez (Puntarenas, 21 januari 1975) is een voormalig profvoetballer uit Costa Rica. Hij speelde onder meer als aanvaller bij Apoel Nicosia.

## Clubcarrière
Gómez begon zijn loopbaan bij de nationale topclub LD Alajuelense. Via Sporting Gijón (Spanje, 1996/97), Hércules CF (Spanje, 1997/98), OFI Kreta (Griekenland, 1999-2002), Al-Qadsia (Koeweit) en Deportivo Irapuato (Mexico), keerde Gómez in juli 2004 terug in Costa Rica. Hij tekende een contract bij topclub Deportivo Saprissa, waarmee Gómez in 2005 de CONCACAF Champions Cup won. Datzelfde jaar behaalde Gómez met Saprissa de derde plaats op het WK voor clubs. In de troostfinale tegen het Arabische Al-Ittihad scoorde hij vlak voor tijd vanuit een vrije trap, waardoor Saprissa met 3-2 won. In 2006 tekende Gómez bij Apoel Nicosia uit Cyprus. 

## Interlandcarrière
Gómez was basisspeler bij Costa Rica op het WK 2002, waar hij doel trof tegen China en Brazilië. Ook nam hij deel aan de Copa América van 2004 en het WK 2006. Op het WK 2006 scoorde hij in de derde groepswedstrijd van Costa Rica tegen Polen. Gómez speelde in totaal 91 interlands en kwam tot 24 goals voor de nationale ploeg.